# Polcanto
Polcanto è una frazione del comune italiano di Borgo San Lorenzo, nella città metropolitana di Firenze, in Toscana.
Il centro abitato si trova lungo la SR 302 Brisighellese-Ravennate, attorno al km 19, tra il passo della Vetta le Croci (518 m s.l.m.) e il capoluogo comunale. Alla base dell'abitato scorre il torrente Faltona, affluente destro del fiume Sieve. Gravita su Polcanto la porzione di territorio posta alle pendici nord-orientali del Monte Senario.

## Il centro abitato
Il paese è costituito da due nuclei, i cui confini non sono esattamente definibili e la cui distinzione si è progressivamente attenuata negli anni. Il primo, detto "Polcanto alto", si trova in posizione più elevata, lungo la strada che, distaccandosi dalla via Faentina (denominazione locale della ex-strada statale 302), sale lungo le pendici del Monte Senario. Il secondo nucleo, chiamato "la Piazza", si raccoglie attorno alla villa dello Scalandrone, situata nella parte bassa del paese. Fa da cerniera tra i due nuclei principali, lungo la salita che li collega, un gruppo di case chiamato "la Casuccia", mentre alcune costruzioni realizzate negli anni ottanta e novanta hanno ulteriormente riempito gli spazi tra le porzioni storiche del paese.
Nella parte alta del paese si trova la chiesa di San Donato a Polcanto, dedicata al santo vescovo di Arezzo. L'attuale costruzione risale ai primi decenni del XX secolo. La precedente chiesa, che si trovava più a monte e separata dal paese, fu infatti abbandonata in seguito al disastroso terremoto che colpì il Mugello nel 1919. La chiesa riportò gravi danni e attualmente rimangono alcune rovine visibili lungo un sentiero alle spalle del cimitero del paese.
Nella parte bassa del paese si trova, come detto, la villa dello Scalandrone. Il nome deriva probabilmente da quello della famiglia degli Scalandroni (un tempo proprietari della villa) oppure dallo stemma, oggi quasi completamente illeggibile, che raffigurava appunto uno scalandrone, cioè una sorta di doppio rastrello che somiglia ad una scala. La villa fu costruita nella seconda metà del Cinquecento e poi ampiamente rimaneggiata. Caratterizzata da una struttura cubica, ha un ingresso monumentale: un bel portale ad arco di bugne in pietra, preceduto da una scalinata e sormontato da uno stemma incorniciato da una figura mostruosa di gusto manierista. Al di sopra è una loggia su piccoli pilastri; sui lati si aprono eleganti finestre a mensola.

## Dintorni

### Ponte alla Madonna
A circa un km dal paese, nel punto in cui dalla SR 302 si distacca la strada delle Salaiole, esisteva una chiesa detta la "Madonna di Polcanto". Si trattava di un piccolo santuario che, secondo il Repetti, venne edificato «verso il 1500 con le oblazioni fatte da'passeggeri a una devota immagine della SS. Vergine ch'era dipinta in un tabernacolo esistito alla coscia del ponte che attraversa il torr. Faltona per la strada delle Salajole». Oggi, a lato del ponte che attraversa il torrente, rimane visibile uno spiazzo ricavato su opere murarie addossate alla spalla del ponte, che potrebbero appartenere alle strutture dell'antica chiesa. Dalla parte opposta del ponte si trova anche oggi un tabernacolo dedicato alla Madonna, ristrutturato negli anni novanta.

### La Tassaia
Sulla strada che sale da Polcanto portando verso Vaglia, Bivigliano e Monte Senario, si trova la località chiamata la Tassaia, dove si trova la chiesa dei Santi Clemente e Michele a Tassaia. Di antica origine, fu ricostruita da Cosimo III de' Medici ai primi del Settecento, inglobando il popolo della chiesa di San Michele alla Carza Vecchia, sorta presso una rocca degli Ubaldini. Il campanile è a vela e sulla facciata della chiesa si trovava uno stemma mediceo.

### Badia del Buonsollazzo
Lungo la medesima strada, a poca distanza, si trova il complesso della Badia del Buonsollazzo. Si tratta di un monastero benedettino di origine medievale, le cui forme attuali sono frutto di ristrutturazioni settecentesche. Oggi (aggiornamento al 2010) il complesso è chiuso ed è di proprietà privata.

### Centro Tecnico F.M.I. B.Comanducci
Polcanto è noto per la presenza negli immediati dintorni di una pista per motocross. Nata nel maggio del 1967, è stata sede di gare di tutte le categorie, anche a livello internazionale, fino al 1983, quando diventò Centro Tecnico Federale del CONI. Da quel momento non vi sono più state svolte gare, ma solo stages ed allenamenti. Nel 1998, a causa anche della mancanza di fondi, la Federazione ne ha deciso la chiusura, ma dal 2003 è tornato pienamente in funzione, attraverso la gestione affidata ad una società privata. Dal 2005 Il Centro Tecnico Federale ha esteso la sua attività nell'ambito delle moto da strada, diventando la base principale dei Corsi di Guida Dinamica su Strada GSSS.